# Tentoonstelling

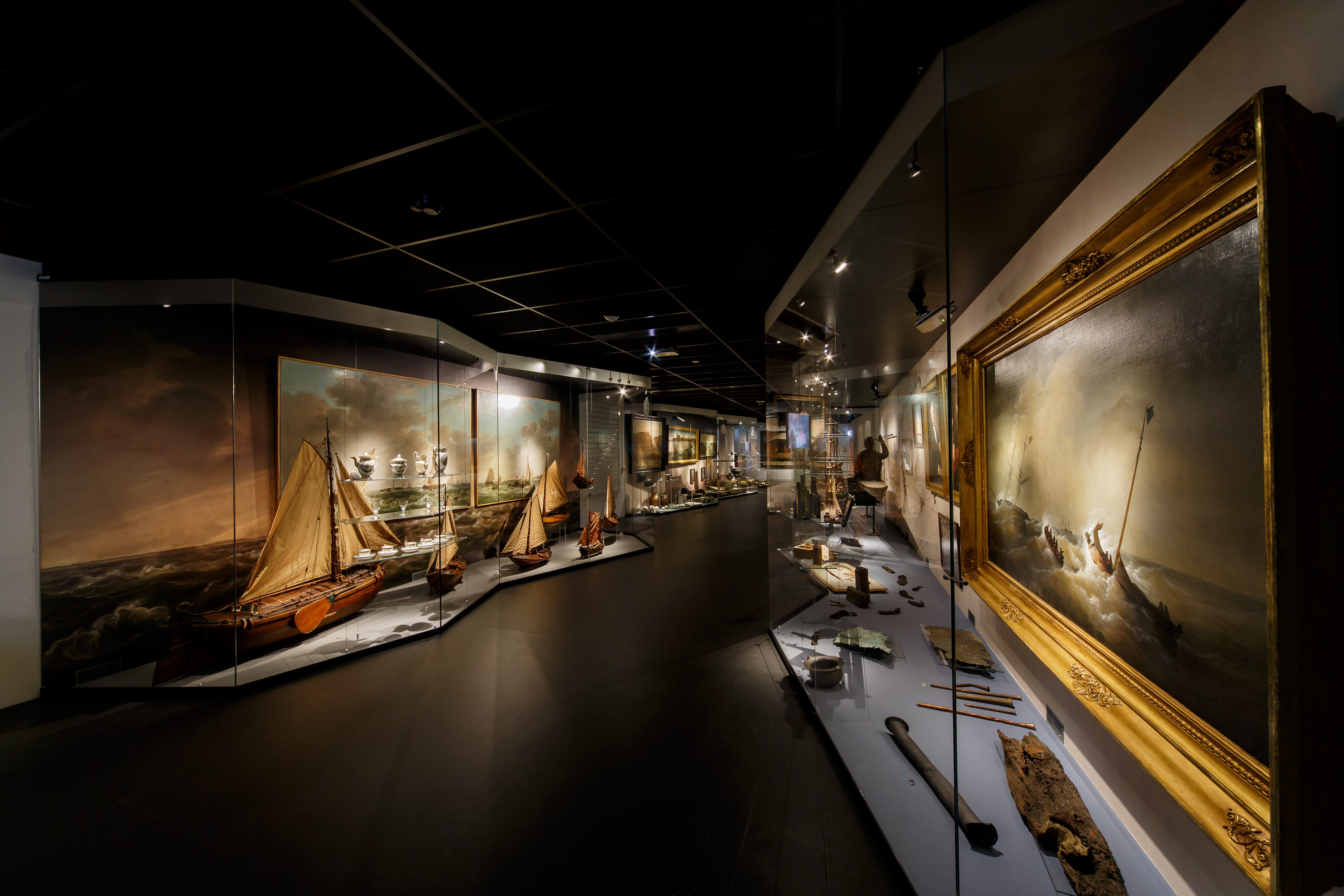
Tentoonstellingszaal

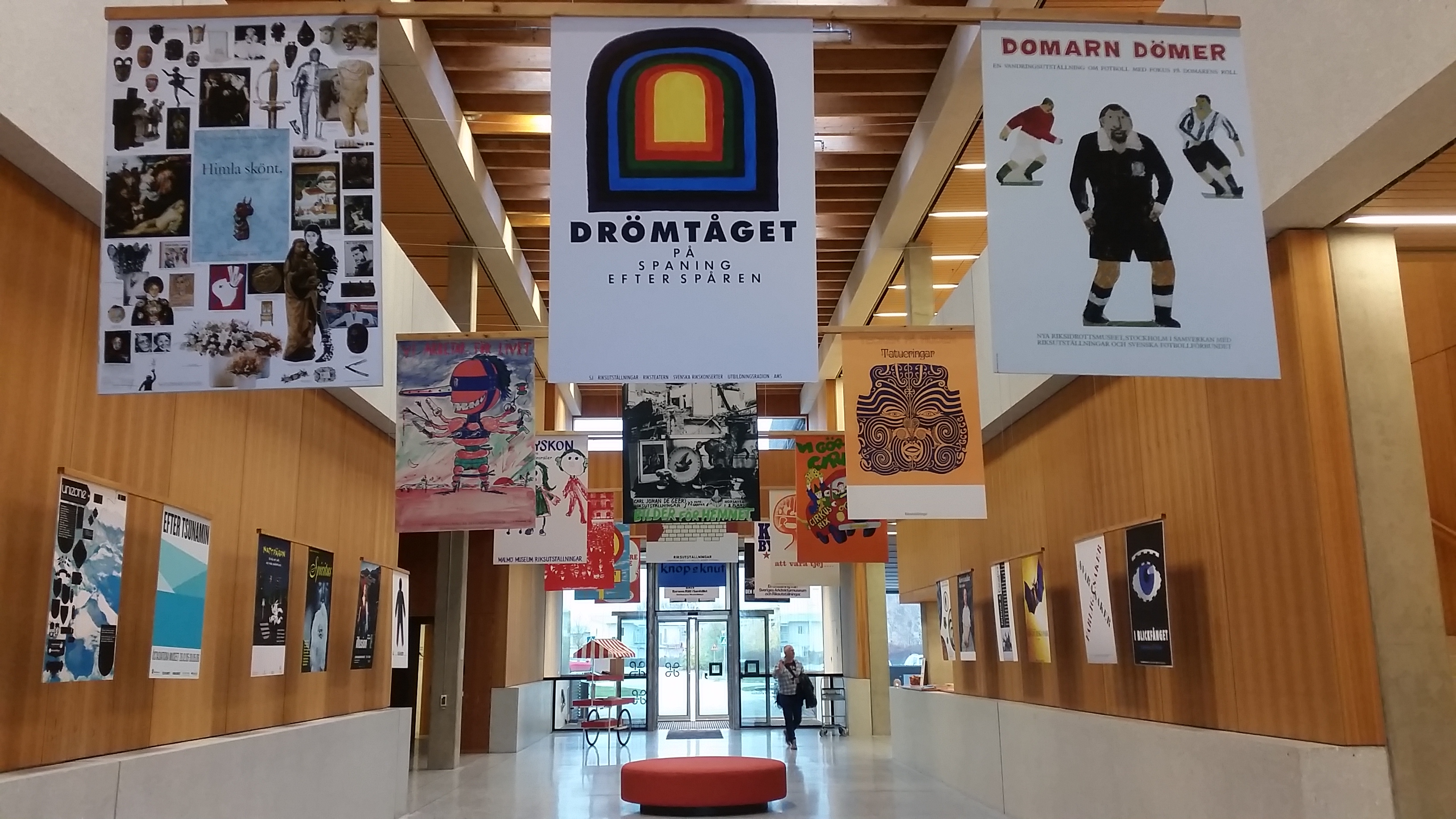
Affichetentoonstelling

Een tentoonstelling of expositie (ook kort expo  of soms exhibitie) is een (tijdelijke of permanente) gelegenheid waarbij objecten, zoals kunstwerken en bijzondere voorwerpen, maar ook planten of dieren, getoond worden aan een publiek van particulieren of bedrijven, die voor dit doel naar deze gelegenheid komen. Afhankelijk van de aard kunnen tentoonstellingen openbaar, of alleen op uitnodiging toegankelijk zijn.
Tentoonstellingen vinden gebruikelijk plaats in tijdelijk of permanent daartoe ingerichte ruimtes of gebouwen. 
Vooral van beeldende kunst (schilderkunst, beeldhouwkunst, fotografie) vinden vele tentoonstellingen plaats. Hoe de werken ingehangen worden is aan mode onderhevig en varieert door de eeuwen heen: van plint tot-plafond-opstelling (waarbij de werken vanaf de grond boven elkaar hangen) en de zogenaamde white cube (waar de muren, plafonds en vloer geheel wit zijn) tot meer ruimtelijke opstellingen. Het inrichten van tentoonstellingen wordt vaak gedaan door curatoren die ook verantwoordelijk zijn voor het kunstbeleid van museum of galerie.
Ook zijn er grote kunstevenementen zoals de KunstRAI, The European Fine Art Fair (Tefaf) in Maastricht, de Biënnale van Venetië en de Documenta in Kassel.

## Termen
- Museum: een permanent tentoonstellingsgebouw met meestal gedeeltelijk permanente tentoonstellingen.
- Galerie: een (commercieel georiënteerde) tentoonstelling van kunststukken, waarbij de tentoonstellingsruimte permanent is, maar de tentoongestelde stukken periodiek variëren.
- Verkooptentoonstelling: een tentoonstelling van het werk van een of meer kunstenaars, al dan niet in uiteenlopende genres, veelal gehouden in een galerie of bij een kunstenaar in huis; doel is de tentoongestelde werken aan het publiek te verkopen.
- Jaarbeurs: een locatie waar commercieel georiënteerde tentoonstellingen worden gehouden over een specifiek onderwerp. Bedrijven nemen regelmatig deel aan jaarbeurzen, waarbij ze naar aanleiding van een gemeenschappelijk thema (zoals telecommunicatie, auto's, drukpersen) op een grote oppervlakte, elk met een eigen tentoonstellingsruimte (een stand), op een zo representatief mogelijke manier zichzelf, hun producten of diensten trachten voor te stellen aan geïnteresseerde bezoekers. Het doel van hun aanwezigheid is zich kenbaar te maken en nieuwe relaties te verwerven om hun commerciële activiteiten te kunnen voeren of uit te breiden. Vaak worden daarbij demonstraties gegeven, hoe men een bepaald product kan gebruiken.
- Expo: een verkorte term voor expositiehal of expositie, wat respectievelijk staat voor het tentoonstellingsgebouw ofwel de tentoonstelling zelf.
- Wereldtentoonstelling: een grote jaarlijkse internationale tentoonstelling.
- Wisseltentoonstelling ook wel expo, expositie of exhibitie genoemd, is een tentoonstelling die wisselt. Het is dus een tijdelijke tentoonstelling die vaak naast de vaste collectie te zien is. Dat kan in een museum zijn of een galerie. Het kan een tentoonstelling zijn bestaande uit beelden of schilderijen of foto's. Het kan ook een reizende tentoonstelling zijn, die diverse musea en plaatsen aandoet tijdens een soort tournee. Een wisseltentoonstelling is in een of meer ruimten te zien die daar speciaal voor ingericht worden.
- Overzichtstentoonstelling: een grote tentoonstelling over bijvoorbeeld één enkele kunstenaar waarbij een zo compleet mogelijk overzicht wordt gegeven van zijn werk. Vaak wordt dit een "retrospectief" (terugblik) genoemd. Men schetst een beeld van de ontwikkeling van zijn werk en leven en plaatst het soms in relatie tot werk van tijdgenoten, zodat inzicht wordt gegeven in de verbanden met andere kunststromingen, en duidelijk wordt, door wie de kunstenaar is geïnspireerd en beïnvloed en wie hij op zijn beurt heeft beïnvloed.
- Dierentuin: een permanente tentoonstelling van levende (en daarnaast van opgezette) dieren.
- Kleindierententoonstelling: verzameling van kleine dieren, zoals kippen, konijnen, duiven en sier- en watervogels.